# Uber Cup 1988
Die 12. Auflage des Uber Cups, der Weltmeisterschaft für Damenmannschaften im Badminton, fand gemeinsam mit dem Thomas Cup 1988 vom 23. Mai bis zum 3. Juni 1988 statt. Sieger wurde das Team aus China, welches im Endspiel gegen Südkorea mit 5:0 gewann. Für China starteten Han Aiping, Li Lingwei, Lin Ying, Gu Jiaming, Guan Weizhen, Shi Wen, Shang Fumei und Zheng Yuli. Für den Finalisten Südkorea wurden unter anderem Hwang Hye-young, Kim Yun-ja, Chung Myung-hee, Chung So-young, Chun Sung-suk und Lee Young-suk nominiert.

## Vorrunden

### Qualifikationsrunde Europa
(Amsterdam)

#### Gruppe A
Dänemark gegen  Schweiz 5:0

 Dänemark gegen  Spanien 5:0

 Dänemark gegen  Deutschland 5:0

 Deutschland gegen  Spanien 5:0

 Deutschland gegen  Schweiz 5:0

 Schweiz gegen  Spanien 5:0

#### Gruppe B
Niederlande gegen  Österreich 5:0

 Niederlande gegen  Finnland 5:0

 Niederlande gegen  Norwegen 5:0

 Niederlande gegen  Sowjetunion 4:1

 Sowjetunion gegen  Finnland 5:0

 Sowjetunion gegen  Norwegen 5:0

 Sowjetunion gegen  Österreich 5:0

 Finnland gegen  Österreich 4:1

 Finnland gegen  Norwegen 3:2

 Österreich gegen  Norwegen 4:1

#### Gruppe C
Schweden gegen  Frankreich 5:0

 Schweden gegen  Kenia 5:0

 Schweden gegen  Belgien 5:0

 Schweden gegen  Schottland 4:1

 Schottland gegen  Kenia 5:0

 Schottland gegen  Belgien 5:0

 Schottland gegen  Frankreich 5:0

 Frankreich gegen  Kenia 5:0

 Frankreich gegen  Belgien 4:1

 Belgien gegen  Kenia 5:0

#### Gruppe D
England gegen  Island 5:0

 England gegen  Wales 5:0

 England gegen  Irland 5:0

 Irland gegen  Wales 4:1

 Irland gegen  Island 5:0

 Island gegen  Wales 3:2

#### Halbfinale
England gegen  Schweden 5:0

 Dänemark gegen  Niederlande 4:1

#### Spiel um Platz 3
Niederlande gegen  Schweden 3:2

#### Finale
Dänemark gegen  England 3:2
 Dänemark,  England und  Niederlande qualifiziert für das Finale

### Qualifikationsrunde Australasien
(Melbourne)

 Indonesien gegen  Neuseeland 5:0

 Indonesien gegen  Australien 5:0

 Australien gegen  Neuseeland 4:1
 Indonesien qualifiziert für Finale

### Qualifikationsrunde Asien
(New Delhi)

 Japan gegen  Sri Lanka 5:0

 Japan gegen  Nepal 5:0

 Japan gegen  Indien 5:0

 Japan gegen  Thailand 4:1

 Indien gegen  Nepal 5:0

 Indien gegen  Thailand 3:2

 Indien gegen  Sri Lanka 5:0

 Thailand gegen  Sri Lanka 5:0

 Thailand gegen  Nepal 5:0

 Sri Lanka gegen  Nepal 5:0

 Japan qualifiziert für Finale

### Qualifikationsrunde Amerika
(San Jose)

 Südkorea gegen  Taiwan 5:0

 Südkorea gegen  Vereinigte Staaten 5:0

 Südkorea gegen  Hongkong 5:0

 Südkorea gegen  Kanada 5:0

 Kanada gegen  Hongkong 5:0

 Kanada gegen  Taiwan 4:1

 Kanada gegen  Vereinigte Staaten 5:0

 Taiwan gegen  Hongkong 4:1

 Taiwan gegen  Vereinigte Staaten 5:0

 Hongkong gegen  Vereinigte Staaten 5:0
 Südkorea qualifiziert für Finale

## Gruppe A
| Platz | Team                | Pld | W | L | MF | MA | MD  | GF | GA | GD  | PF  | PA  | PD   | Pts | Qualifikation |
| ----- | ------------------- | --- | - | - | -- | -- | --- | -- | -- | --- | --- | --- | ---- | --- | ------------- |
| 1     | Volksrepublik China | 3   | 3 | 0 | 14 | 1  | +13 | 28 | 2  | +26 | 374 | 137 | +237 | 3   | Q             |
| 2     | Japan               | 3   | 1 | 2 | 6  | 9  | −3  | 14 | 20 | −6  | 308 | 355 | −47  | 1   | Q             |
| 3     | Dänemark            | 3   | 1 | 2 | 5  | 10 | −5  | 11 | 22 | −11 | 280 | 347 | −67  | 1   |               |
| 4     | Niederlande         | 3   | 1 | 2 | 5  | 10 | −5  | 13 | 22 | −9  | 260 | 383 | −123 | 1   |               |

## Gruppe B
| Platz | Team       | Pld | W | L | MF | MA | MD  | GF | GA | GD  | PF  | PA  | PD   | Pts | Qualifikation |
| ----- | ---------- | --- | - | - | -- | -- | --- | -- | -- | --- | --- | --- | ---- | --- | ------------- |
| 1     | Südkorea   | 3   | 3 | 0 | 14 | 1  | +13 | 29 | 6  | +23 | 408 | 224 | +184 | 3   | Q             |
| 2     | Indonesien | 3   | 2 | 1 | 9  | 6  | +3  | 20 | 15 | +5  | 345 | 264 | +81  | 2   | Q             |
| 3     | England    | 3   | 1 | 2 | 7  | 8  | −1  | 17 | 18 | −1  | 307 | 308 | −1   | 1   |               |
| 4     | Malaysia   | 3   | 0 | 3 | 0  | 15 | −15 | 3  | 30 | −27 | 145 | 409 | −264 | 0   |               |

## K.o.-Runde
|  | Halbfinale          | Halbfinale |            |   | Finale | Finale |
|  |                     |            |            |   |        |        |
|  | Volksrepublik China | 5          |            |   |        |        |
|  | Indonesien          | 0          |            |   |        |        |
|  |                     |            |            |   |        |        |
|  |                     |            |            |   |        |        |
|  | Volksrepublik China | 5          |            |   |        |        |
|  |                     | Südkorea   | 0          |   |        |        |
|  |                     |            |            |   |        |        |
|  | Spiel um Platz drei |            |            |   |        |        |
|  |                     |            | Indonesien | 5 |        |        |
|  | Japan               | 0          | Japan      | 0 |        |        |
|  | Südkorea            | 5          |            |   |        |        |